# مهدی خالصی
محمدمهدی خالصی کاظمی اسدی (زادهٔ ۹ ذیحجه ۱۲۷۶ در کرخ از توابع کاظمین ـ درگذشتهٔ ۱۲ رمضان ۱۳۴۳ در مشهد) مرجع تقلید و سیاست‌مدار شیعه و از مخالفان سرسخت نفوذ دولت بریتانیا در خاورمیانه بود.

## زندگی‌نامه
خالصی تحصیلات خود را در نجف نزد میرزا حبیب‌الله رشتی و در سامرا نزد میرزا حسن شیرازی انجام داد و در سال ۱۲۹۱ حوزه علمیه کاظمین را تأسیس کرد.

## فعالیت‌ها
محمد مهدی خالصی در حوادث مهم سیاسی چون نهضت مشروطه و برپایی نظام پارلمانی و قانون اساسی در ایران و استانبول فعالیت چشمگیر داشت. در جریان جنگ جهانی اول و حمله بریتانیا به مستعمرات امپراتوری عثمانی از جمله عراق در جنگ علیه نیروهای انگلیسی حضور فعالی داشت.
در پی تهاجم انگلیس به عراق ـ که در آن هنگام تحت سلطه امپراتوری عثمانی بود ـ به سال ۱۹۱۴ م / ۱۲۹۳ ش. خالصی همگام با دیگر رهبران مذهبی شهرهای بزرگ و مهم عراق، مردم را به مبارزه علیه آنان تشویق کرد و به وجوب بذل مال در راه جهاد حکم نمود و در انجام این مهم سلسله مقالاتی در روزنامه «صدای اسلام» منتشر نمود نیز در صدد برآمد با برپایی جلسه‌ای متشکل از علمای کاظمین به نظریه مشترکی دربارهٔ فتوای جهاد علیه دشمنان دست یابد. لیکن چون در این زمینه ناکام ماند به همراه موافقانش به استراتژی پیشین خود که مبارزه مسلحانه علیه انگلیس بود ادامه داد و حتی رهبری یکی از جبهه‌های جنگ را بر عهده گرفت.
مبارزات علما و روحانیان به همراه دیگر مردم عراق نه تنها از کاظمین، که از همه شهرهای کربلا ،نجف و بصره و بغداد و جز آن علیه متجاوزان به‌طور جدی آغاز شد. آنان با رشادت‌های بی‌نظیری که از خود نشان دادند ضربات سهمگینی بر پیکر خصم اهریمنی وارد کردند. در مجموع نیروهای مردمی به رهبری علما به مدت هیجده ماه در ناحیه کوت العماره (یکی از نواحی عراق) سرسختانه در برابر ارتش اشغالگر انگلیس مقاومت کردند و اگر پیروزی نهایی متفقین و شکست آلمان‌ها نبود انگلیسی‌ها موفق به درهم شکستن مقاومت‌های مردمی و نهضت روحانیان و اشغال عراق نمی‌شدند.

### حکومت انگلستان بر عراق
پرسی کاکس از طرف انگلستان مأمور تشکیل حکومت در عراق کسی بود. نخستین تصمیم کاکس برای این کار تشکیل کابینه‌ای موقت بود. وی رئیس این کابینه را عبدالرحمان گیلانی قرار داد
و آنگاه وزرای دولت را از میان عراقیان برگزید و برای هر وزیر مستشاری انگلیسی قرار داد. در واقع آن مستشار بود که ریاست هر وزارتخانه را بر عهده داشت، و وزیر عنوانی بیش نبود

از دیگر ترفندهای کاکس برای ملی جلوه دادن حکومت انگلیس بر عراق وارد کردن شماری از مردم عراق ـ خاصه شیعیان ـ در پستهای حکومتی بود. اما او در این زمینه موفق نشد. زیرا در همان هنگام خالصی فتوایی علیه اقدام وی بدین مضمون صادر کرد: 
«داخل شدن در پستهای دولتی حرام و به مثابه همکاری با کافران است.»
با صدور این فتوا بسیاری از شیعیان از پذیرفتن مقامهای دولتی صرف نظر کردند
پرسی کاکس بعد از تشکیل کابینه تصیم گرفت پادشاهی میانه رو و موافق طبع انگلیس برای پادشاهی عراق به مردم تحمیل کند. این شخص کسی جز ملک فیصل نبود. از موانع مهم پیش روی فیصل، خالصی بود.

## فعالیت در مشهد
اقدام مهم او در مشهد، تأسیس حزبی به نام «جمعیة استخلاص الحرمین الشریفین و بین‌النهرین» بود. وی در همان سال با انتشار بیانیه ای به زبان عربی، از مسلمانان کشورهای اسلامی خواست با پیوستن به جمعیت نامبرده، اماکن مقدس در حجاز و عراق را از وجود کافران پاک کنند.

## ترور نافرجام
خالصی درهنگام ورود به بوشهر مورد استقبال باشکوهی قرار گرفت. در اثنای این مراسم شخصی انگلیسی ـ که در شرکت نفت آبادان مشغول به کار بود ـ شتابان و با شکافتن جمعیت خود را به ماشین حامل وی رساند و او را با اسلحه کمری مورد اصابت گلوله قرار داد که تیرش به خطا رفت

## درگذشت
خالصی در ۱۲ رمضان ۱۳۴۳ به علت سکته قلبی در مشهد درگذشت. طرفدارانش مرگ او را به توطئه کنسول‌گری انگلیس نسبت می‌دهند.

## آثار
- بیان تصحیف المنحة الالهیة عن النفثة الشیطانیة[۱۳]
- حاشیه الالفیة[۱۴]
- حاشیه بر الرسالة فی تداخل الاغسال (اثر محقق اول)[۱۵]
- الشریعة السمحا فی احکام سید الانبیاء (رساله عملیه)[۱۶]
- تلخیص الرسائل[۱۷]
- حاشیه کفایة الاصول[۱۸]
- الدراری اللامعات فی شرح التطرات و الشذرات[۱۹]
- الحسام البتار فی جهاد الکفار[۲۰]
- الوجیزة فی المواریث[۲۱]
- عناوین الاصول
- مختصر الرسائل العلمیة و الاصول الدینیة[۲۲]
- القواعد الفقهیة
- پاسخنامه‌ای به شیخ محمدحسن در زمینه مسائل تقلید[۲۳]
- اشعاری بالغ بر هزار بیت در علوم عربی[۲۴][۲۵]